# Jack Dongarra
Jack J. Dongarra (nacido el 18 de julio de 1950) es un matemático y científico de la computación estadounidense. Es profesor emérito de ingeniería informática en el Departamento de Ingeniería Eléctrica y Ciencias de la computación en la Universidad de Tennessee. Posee la posición de miembro investigador distinguido en la división de ingeniería informática y matemáticas en el Laboratorio Nacional de Oak Ridge, y es un profesor adjunto en el departamento de ingeniería informática de la Universidad Rice. Dongarra es socio del programa Turing en las escuelas de Informática y Matemática en la Universidad de Mánchester. Es un fellow en el Instituto de Estudios Avanzados de la Universidad de Texas A&M. Dongarra es el director de fundar de Laboratorio de Informática Innovadora.

## Educación
Dongarra recibió un Bachelor de Ciencia en Matemáticas de Universidad Estatal de Chicago en 1972 y un Máster en Ingeniería informática en el Instituto de Tecnología de Illinois en 1973. Recibió su Doctorado en Matemática Aplicada de la Universidad de Nuevo México en 1980 bajo la supervisión de Cleve Moler. Trabajó en el Laboratorio Nacional Argonne hasta 1989.

## Investigación
Se especializa en algoritmos numéricos en álgebra lineal, computación paralela, el uso de arquitecturas de computación avanzadas, metodologías de programación, y herramientas para la computación paralela. Su búsqueda incluye el desarrollo, prueba y documentación de software matemático de alta calidad. Ha contribuido al diseño e implementación de los siguientes paquetes y sistemas de software de código abierto: EISPACK, LINPACK, el BLAS, LAPACK, ScaLAPACK, Netlib, PVM, MPI, NetSolve, PARTE SUPERIOR500, ATLAS, HPCG y PAPI. Con Eric Grosse, fueron pioneros en la distribución de fuente abierta de código de fuente numérica vía correo electrónico con netlib. Jack Dongarra ha publicado aproximadamente 300 artículos, papers, informes y memorandos técnicos y es #coautor de varios libros. Se le otorgó el premio IEEE Sid Fernbach en 2004 por sus contribuciones en la aplicación de ordenadores de alto rendimiento usando enfoques innovadores; en 2008 fue galardonado con la primera Medalla a la Excelencia del IEEE en Informática Escalable; en 2010 fue el primer galardonado con el premio SIAM Special Interest Group on Supercomputing's por los logros de conseguidos en su carrera; en 2011 recibió el premio IEEE Computer Society Charles Babbage; y en 2013 fue galardonado de nuevo con el premio ACM/IEEE Ken Kennedy por su liderazgo en el diseño y promoción de los estándares para el software matemático utilizaron para solucionar los problemas numéricos comunes en computación de altas prestaciones. Es socio del AAAS, ACM, SIAM, y del IEEE y un miembro externo de la Academia de Ciencias de Rusia y un miembro de la Academia Nacional de Ingeniería de Estados Unidos. Uno de sus principales referentes fue Juan Viaño, profesor de la Universidad de Santiago de Compostela, que le introdujo a los métodos de resolución de sistemas más novedosos.

## Premios
Fue galardonado con el Premio Turing en 2021.